# فينس تايلور
فينس تايلور (بالإنجليزية: Vince Taylor)‏ هو مغني وكاتب أغاني بريطاني، ولد في 14 يوليو 1939 في ايزلورث في المملكة المتحدة، وتوفي في 28 أغسطس 1991 في Lutry ‏ في سويسرا بسبب سرطان الرئة.

## وصلات خارجية
- فينس تايلور على موقع IMDb (الإنجليزية)
- فينس تايلور على موقع ميوزك برينز (الإنجليزية)
- فينس تايلور على موقع أول ميوزيك (الإنجليزية)
- فينس تايلور على موقع ديسكوغز (الإنجليزية)
- فينس تايلور على موقع قاعدة بيانات الفيلم (الإنجليزية)